# Hokejowa Liga Mistrzów (2020/2021)
Hokejowa Liga Mistrzów 2020/2021 – siódma edycja europejskiego, klubowego turnieju hokeja na lodzie, rozgrywanego pod patronatem IIHF została odwołana w sierpniu 2020 z powodu pandemii COVID-19.